# تشارلز إدوارد فيرير
تشارلز إدوارد فيرير (بالفرنسية: Charles Edouard Frère)‏ هو رسام فرنسي، ولد في 10 يوليو 1837 في باريس في فرنسا، وتوفي بنفس المكان في 3 نوفمبر 1894.